# Gmina Męcinka
Die Gmina Męcinka [mɛɲ'ʨiŋka] ist eine Landgemeinde im Powiat Jaworski der Woiwodschaft Niederschlesien in Polen. Ihr Verwaltungssitz ist das gleichnamige Dorf (deutsch Herrmannsdorf) mit etwa 800 Einwohnern.

## Geographie

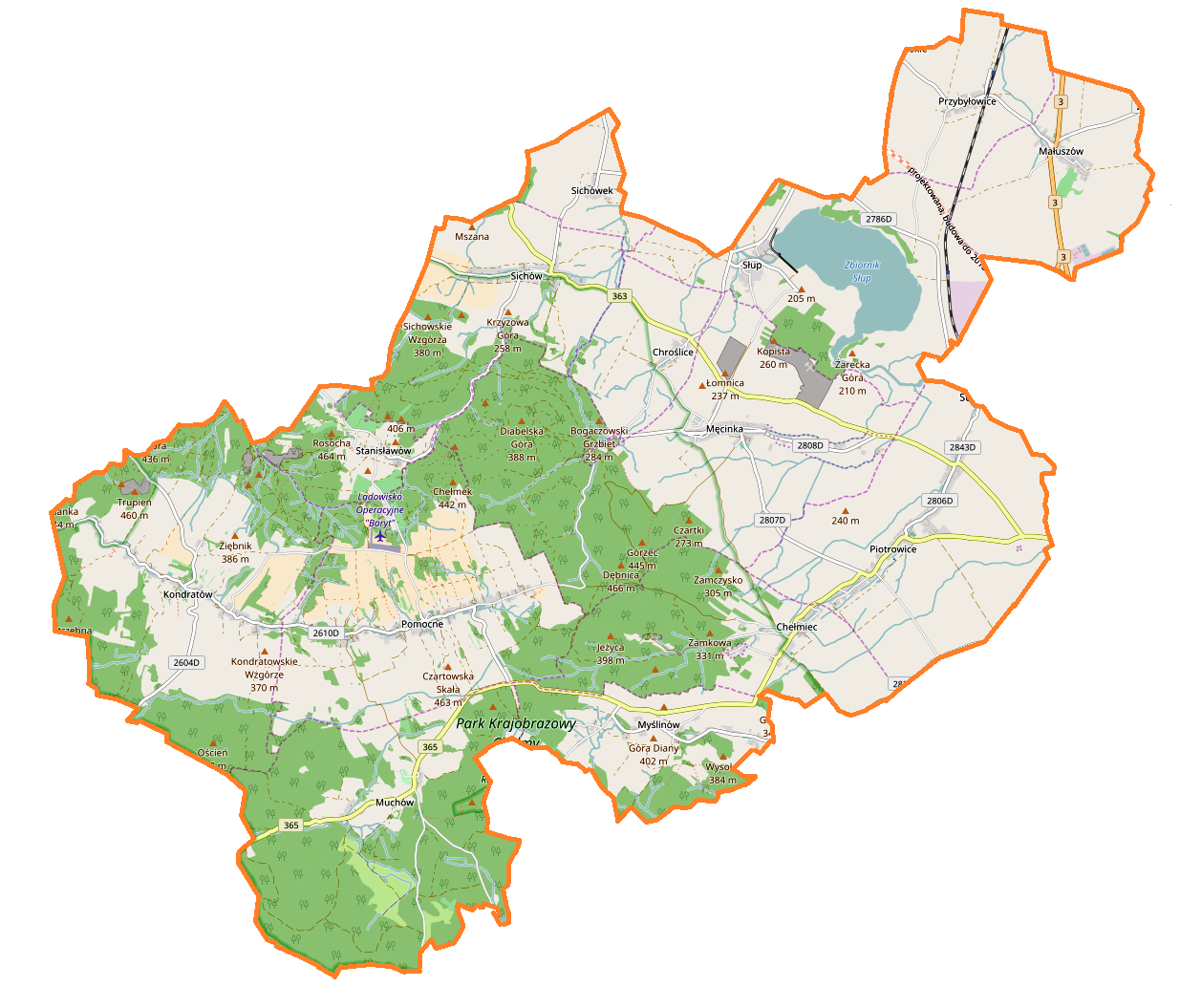
Karte der Gemeinde

Die Gemeinde liegt in etwa zentral in der Woiwodschaft. Breslau liegt etwa 70 Kilometer nordöstlich. Nachbargemeinden sind die Kreisstadt Jawor (Jauer) sowie Mściwojów im Osten, Paszowice im Südosten, Bolków im Süden, Świerzawa im Südwesten, Złotoryja im Nordwesten, Krotoszyce im Norden und Legnickie Pole im Nordosten.
Die Gemeinde hat eine Fläche von 147,8 km², von der 58 % land- und 32 Prozent forstwirtschaftlich genutzt werden. Die Landschaft gehört zu den Ausläufern des Bober-Katzbach-Gebirges mit Erhebungen bis 466 m n.p.m. (Debica – Eichberg). Ein Fließgewässer ist die Nysa Szalona (Wütende Neiße), die bei Słup (Schlaup) aufgestaut wird.

## Geschichte
Die Landgemeinde wurde 1973 aus Gromadas der 1954 aufgelösten Gemeinden Piotrowice und Słup neu gebildet. Sie kam 1975 von der Woiwodschaft Breslau zur Woiwodschaft Legnica, der Powiat wurde aufgelöst. Zum 1. Januar 1999 kam die Gemeinde zur Woiwodschaft Niederschlesien und zum wieder errichteten Powiat Jaworski.

## Gliederung
Die Landgemeinde (gmina wiejska) Męcinka besteht aus 14 Dörfern mit einem Schulzenamt (sołectwo; deutsche Namen, amtlich bis 1945):
- Bogaczów (Groß Reichenau)
- Chełmiec (Kolbnitz)
- Chroślice (Hennersdorf)
- Kondratów (Konradswaldau)
- Małuszów (Malitsch)
- Męcinka (Herrmannsdorf)
- Muchów (Mochau)
- Myślinów (Jägendorf)
- Piotrowice (Peterwitz)
- Pomocne (Pombsen)
- Przybyłowice (Triebelwitz)
- Sichów (Seichau)
- Sichówek (Arnoldshof)
- Słup (Schlaup)
- Stanisławów (Willmannsdorf)

Weiler, Wohnplätze und Siedlungen sind: Bogaczów, Jerzyków, Raczyce (Rätsch), Nowa Męcinka (Neu-Herrmannsdorf), Piotrowice-Osiedle und Słup-Osiedle. – Der Ort Brachów (Brechelshof) wurde durch den Stausee überflutet.

## Verkehr
Die Landesstraße DK3 berührt den Nordosten der Gemeinde. Die Woiwodschaftsstraßen DW363 und DW365 erschließen den Norden bzw. Süden der Gemeinde. Bahnanschluss besteht mit den Stationen Brachów und Przybyłowice an der Bahnstrecke Katowice–Legnica. Der nächste internationale Flughafen ist Breslau.

## Söhne und Töchter (Auswahl)
- Chris Strachwitz (1931–2023), deutsch-US-amerikanischer Musikproduzent
- Rudolf Graf Strachwitz (1896–1969), deutscher Volkswirt und Diplomat